# Barito
El riu Barito és el segon riu més llarg de Borneo després del riu Kapuas, amb una longitud total de 1.090 km i una conca hidrogràfica de 81.675 quilòmetres quadrats. Es troba al sud de Kalimantan, Indonèsia. El riu neix a la serralada de Muller, des d'on es dirigeix cap al sud, per desembocar al mar de Java. El seu afluent més important és el riu Martapura, i passa per la ciutat de Banjarmasin.

## Geografia
El riu discorre cap al sud-est de Borneo, on predomina el clima equatorial (designat com a Af en la classificació climàtica de Köppen-Geiger). La temperatura mitjana anual a la zona és de 24 °C. El mes més càlid és octubre, quan la temperatura mitjana ronda els 26 °C, i el més fred el gener, amb una temperatura mitjana de 20 °C. La pluja mitjana anual és de 2.735 mil·límetres. El mes més plujós és desembre, amb una mitjana de 437 mil·límetres, i el més sec el setembre, amb una precipitació de tan sols 62 mil·límetres.

## Imatges

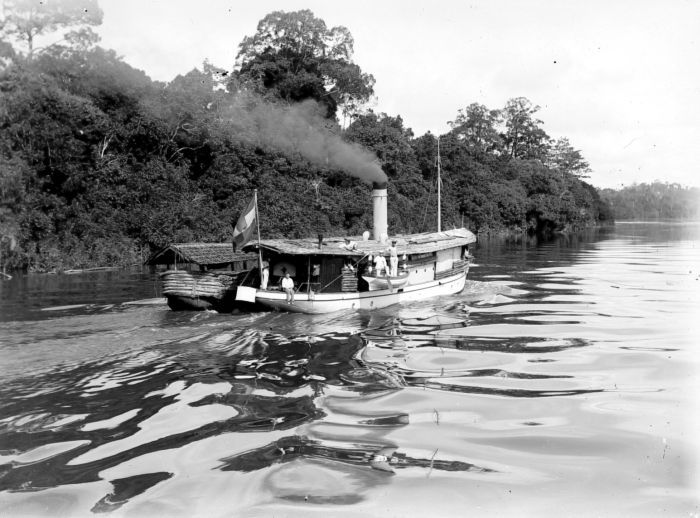
Vaixell neerlandès navegant pel riu Barito (1917)
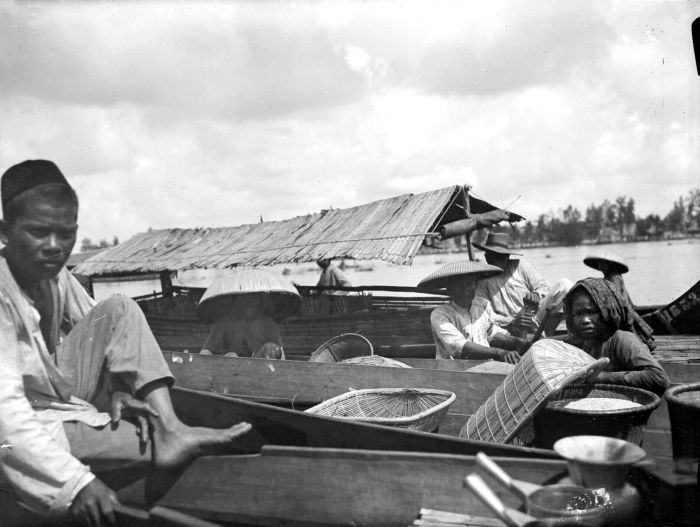
Habitants al llarg del Barito
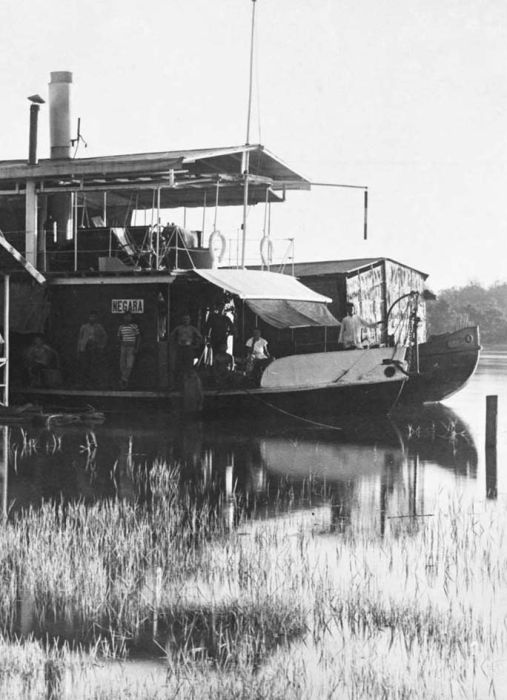
Vaixell al Barito